# Казале-Кремаско-Видоласко
Казале-Кремаско-Видоласко (итал. Casale Cremasco - Vidolasco) — коммуна в Италии, располагается в регионе Ломбардия, подчиняется административному центру Кремона.
Население составляет 1895 человек, плотность населения составляет 206,2 чел./км². Занимает площадь 9,19 км². Почтовый индекс — 26010. Телефонный код — 0373.
Покровителями коммуны почитаются святой первомученик Стефан, празднование 26 декабря, а также святые мученики Фаустин и Иовита. 